# Малиніно (Куйбишевський район)
Малиніно (рос. Малинино) — присілок у Куйбишевському районі Новосибірської області Російської Федерації.
Входить до складу муніципального утворення Куйбишевська сільрада. Населення становить 82 особи (2010).

## Історія
Згідно із законом від 2 червня 2004 року органом місцевого самоврядування є Куйбишевська сільрада.

## Населення
| 1926 | 2002 | 2007 | 2010 |
| ---- | ---- | ---- | ---- |
| 520  | ↘105 | ↗124 | ↘82  |